# Ороёк (посёлок)
Ороёк — упразднённый посёлок в Среднеканском районе Магаданской области России.

## География
Располагался на правом берегу реки Колымы, вблизи устья реки Ороёк.
Расстояние до районного центра — Сеймчана — 212 км.

## История
Упразднён в 1994 году.

## Население
В 1980-е годы количество жителей Оройка насчитывалось около трёхсот человек.

## Инфраструктура
В прошлом, выполнял функции пристани для поставки всего необходимого в близлежащий посёлок Глухариный. Также Ороёк выполнял функцию электростанции и снабжал Глухариный электроэнергией. Для этого, на сопке над Оройком была возведена ДЭС — Дизельная электростанция. В посёлке существовала пожарная бригада. В нём были детсад, столовая, баня, клуб, общежитие. Школа только для первых трёх классов.
Планируется строительство Ороёкского медеплавильного завода.

## Транспорт
В зимнее время обеспечение доставлялось по зимнику.

## В культуре
- Ильин И. В. — поэма «Ороёк»[3];
- Молчанов В. — повесть «Полонез над Колымой»[4].